# مايرنو (بافيا)
مايرنو (بالإيطالية: Magherno)‏ هي بلدة تقع في مقاطعة بافيا بإقليم لومبارديا في شمال إيطاليا. تبلغ مساحة هذه المدينة 5.1 (كم²)، وترتفع عن سطح البحر م، بلغ عدد سكانها 1447 نسمة في عام 2004 حسب إحصاء المعهد الوطني للإحصاء.

## السكان
في سنة 1861 بلغ عدد السكان 1٬450 نسمة، وتطور العدد ليصل في سنة 2011 لـ 1٬690 نسمة.
يظهر هذا المخطط البياني تطور النمو السكاني لـ مايرنو (بافيا)

## وصلات خارجية
- الموقع الرسمي